# 동부산 FC
동부산 FC는 부산광역시에 위치한 under-18팀 유형의 축구단이다. 기장고등학교의 축구부원으로 구성되어 있으며, 1991년에 창단 되었다.

## 참고 문헌
- “KFA 통합경기정보 시스템”. 대한축구협회.

## 같이 보기
- 기장고등학교